# Branca asimptòtica de les gegants

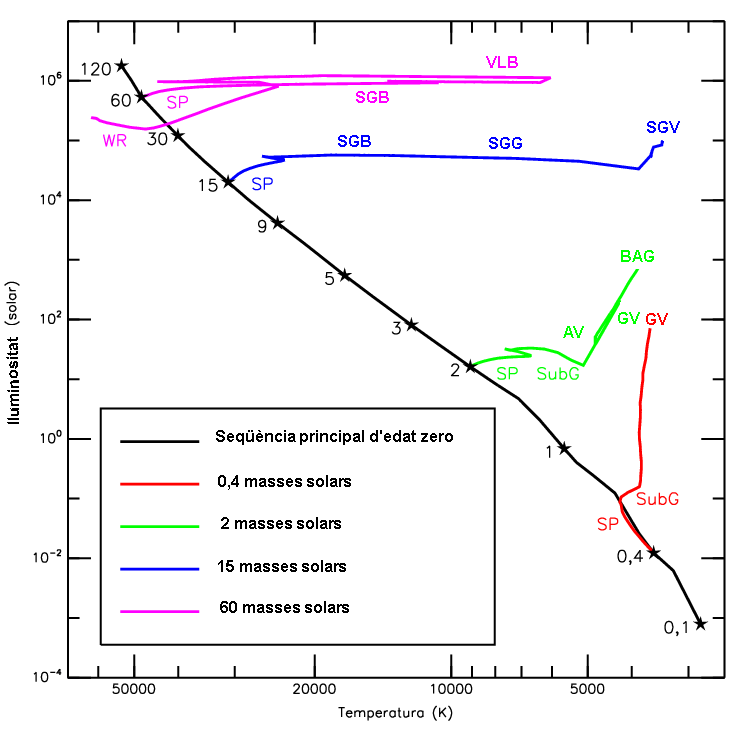
Evolució d'estrelles de diferents masses representades en el diagrama de Hertzsprung-Russell. La fase de la branca asimptòtica de les gegants apareix marcada com a BAG per al cas d'una estrella de 2 masses solars.

La branca asimptòtica de les gegants (BAG, en anglès asymptotic giant branch) és un període de l'evolució estel·lar que experimenten totes les estrelles de massa intermèdia (entre 0,5 i 9-10 masses solars) al final de les seves vides. Quan una estrella consumeix tot l'hidrogen del seu nucli, aquest es contreu mentre la seva temperatura augmenta, cosa que provoca que les seves capes externes s'expandeixin i es refredin. L'estrella es converteix així en una gegant vermella.
En un moment donat, quan la temperatura en el nucli arriba als 3x108 K, comença a cremar-se l'heli. Això provoca que la lluminositat de l'estrella disminueixi i que es contregui: aquesta és la fase de l'agrupament vermell (estrelles d'elevada metal·licitat) o de la branca horitzontal (estrelles de baixa metal·licitat). Una vegada que es consumeix l'heli en el nucli, l'estrella es mou de nou cap a la dreta i cap amunt en el diagrama de Hertzsprung-Russell. La seva trajectòria està quasi alineada amb la que va seguir abans com a gegant vermella. D'aquí el nom de branca asimptòtica de les gegants o BAG.
La fase BAG es divideix en dues parts, la BAG primerenca (BAG-T) i la BAG amb polsos tèrmics (BAG-PT). Durant la fase BAG-T, la font principal d'energia és la fusió de l'heli en una capa al voltant d'un nucli inert de carboni i oxigen. Durant aquesta fase, l'estrella es refreda i s'infla fins a arribar a dimensions gegantines de diverses unitats astronòmiques. Si existissin planetes al seu al voltant, aquests podrien ser absorbits per l'estrella. Quan l'heli de la capa circumdant del nucli s'esgota, comença la fase BAG-PT. Aquí, l'estrella extreu la seva energia de la fusió d'hidrogen en heli en una capa encara més externa. No obstant això, una vegada cada 10.000 a 100.000 anys, la capa de crema de l'heli s'encén de nou i la de l'hidrogen s'apaga, un procés conegut com a flaix de l'heli. Aquests flaixos duren relativament poc de temps, però són capaços d'induir una forta inestabilitat en l'estructura interna de l'estrella. Com a conseqüència d'aquesta inestabilitat, es produeix un procés anomenat de dragatge, en el qual el material reprocessat nuclearment és transportat a la superfície de l'estrella. Així, aquestes estrelles mostren en la seva superfície productes del procés, entre aquests el tecneci (aquest és un dels pocs llocs de la natura en què es pot observar aquest element, que manca d'isòtops estables). Com a conseqüència dels successius dragatges associats amb els polsos tèrmics, l'estrella es pot convertir en una estrella de carboni.
És freqüent que les estrelles BAG siguin variables de període llarg, de les quals Mira és el prototip, i que experimenten fortes pèrdues de massa pels seus intensos vents estel·lars. Una estrella pot perdre més del 50% de la seva massa durant la fase BAG. En els seus vents, es produeixen grans quantitats de pols, que després contribueixen a alterar les propietats del medi interestel·lar. En els vents de les estrelles BAG es poden produir màsers de SiO, H₂O i OH.
Com a conseqüència de la pèrdua de les capes externes, al final solament en queda el nucli, compost en la majoria dels casos per carboni i oxigen. Les capes expulsades són ionitzades per la radiació ultraviolada del nucli, i s'hi produeix una nebulosa planetària.